# Knackfrosch
Ein Knackfrosch ist eine Feder, die aus einem Streifen Federstahl besteht. Der Stahl ist so geprägt, dass er einen stabilen und einen metastabilen Zustand aufweist. Durch Krafteinwirkung wird er verbogen, bis er plötzlich durch Beulen den metastabilen Zustand durchläuft.

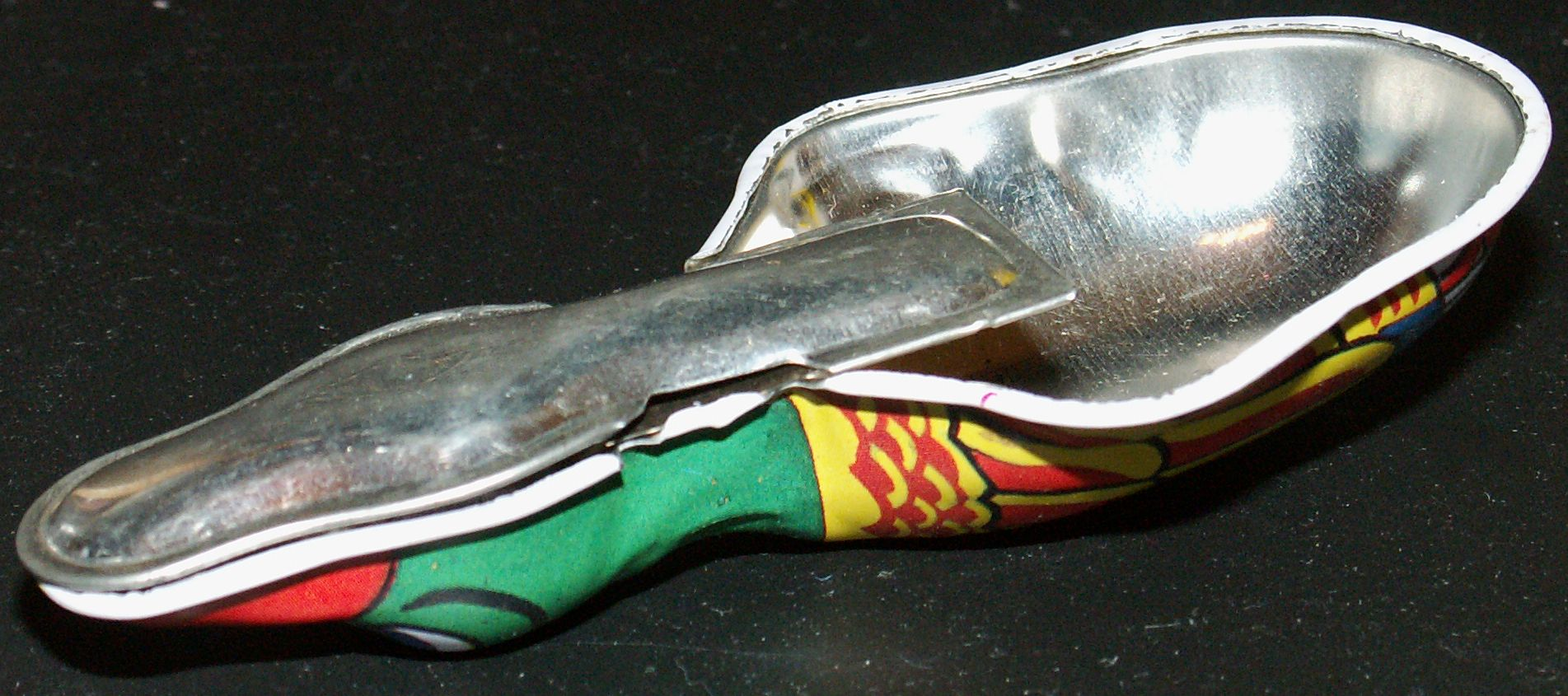
Feder auf der Unterseite eines Kinderspielzeugs. Der Griff ist mit einem Entenmotiv bedruckt

Das plötzliche Umspringen an diesem Punkt erzeugt das laute namensgebende Knackgeräusch. Lässt die Kraft wieder nach, erfolgt das Zurückspringen, bei dem nochmals ein lautes Knacken erzeugt wird. Direkt am Ohr betätigt können Knackfiguren einen Schalldruckpegel von bis zu 135 dB erzeugen, was zu Gehörschäden führen kann.

## Anwendungen

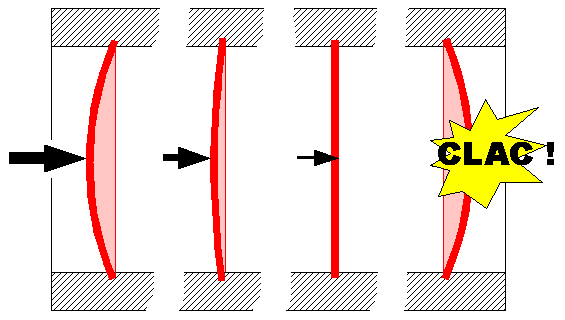
Verschiedene Phasen der Deformation bis zum Sprung in den metastabilen Zustand (rechts)

Die offensichtlichste Verwendung findet der Knackfrosch als Kinderspielzeug. Es besteht aus einem bistabilen Federstahlstreifen, der von einem bedruckten, plastisch geformten  Tierrelief (meist einem Frosch) verdeckt ist. Die Feder des auf eine Unterlage gedrückten Knackfroschs löst sich mit geringer Verzögerung von dem unter der Blechdecke angebrachten klebrigen Masseklümpchen und der Frosch springt mit lautem Knacken hoch. 
Varianten des Spielzeugs werden  zum Knacken in der Hand gehalten (vgl. nebenstehendes Beispielfoto).
Das charakteristische Geräusch ist  auch bei den sogenannten Knatterbooten zu hören, bei der Tierdressur wird ein Knackfroschklacken im Klickertraining eingesetzt und in Wärmekissen löst er durch akustische Stoßwellen den Kristallisationsvorgang aus, der die Latentwärme freisetzt. Im Zweiten Weltkrieg nutzten britische Infanteristen den Knackfrosch als Erkennungszeichen bei nächtlichen Stoßtruppunternehmen.
Mechanismen, die auf vergleichbaren Prinzipien basieren, werden auch in technischen Anwendungen benutzt. Schließ- und Haltemechanismen sind allerdings meistens bistabil, also in beiden Zuständen stabil, ausgeführt. Ein Beispiel hierfür sind Klemmen zum Verschluss von Teebeuteln.
Eine andere Anwendung hat der Effekt bei einigen Twist-Off-Schraubdeckeln, die dadurch anzeigen, dass das Glas ungeöffnet und der Unterdruck im Glas intakt ist. Durch den Unterdruck wird der als Knackfrosch geprägte Mittelteil im metastabilen Zustand gehalten, strömt Luft in das Glas ein, geht der Deckel in den stabilen Zustand. 
Das Prinzip wird außerdem häufig bei Haarspangen aus Blech angewandt. Hier führt jedoch nicht eine Einprägung, sondern eine Verbiegung zweier Arme und deren Vernietung zu den beiden gespannten Zuständen (bistabiles Verhalten).

### Schnappscheibe
Eine analoge Anwendung sind Tastschalter, z. B. im Bedienteil vieler Elektronikgeräte, wie  Computermäusen, die einen spürbaren Druckpunkt aufweisen sollen. Hier wird der Effekt jedoch hauptsächlich taktil wahrgenommen. Die Knackfeder ist hier auch zumeist das kontaktgebende Bauteil und wird Schnappscheibe genannt.
Werden Schnappscheiben aus Bimetall hergestellt, können damit temperaturabhängig elektrische Schalter betätigt oder mechanische Aktionen ausgelöst werden.